# Maulbronn
Maulbronn – miasto w Niemczech, w kraju związkowym Badenia-Wirtembergia, w rejencji Karlsruhe, w regionie Nordschwarzwald, w powiecie Enz, siedziba wspólnoty administracyjnej Maulbronn. Leży w Strombergu, w Parku Natury Stromberg-Heuchelberg, ok. 15 km na północ od Pforzheim, przy drodze krajowej B35.

## Dzielnice
- Schmie
- Zaisersweiher

## Galeria

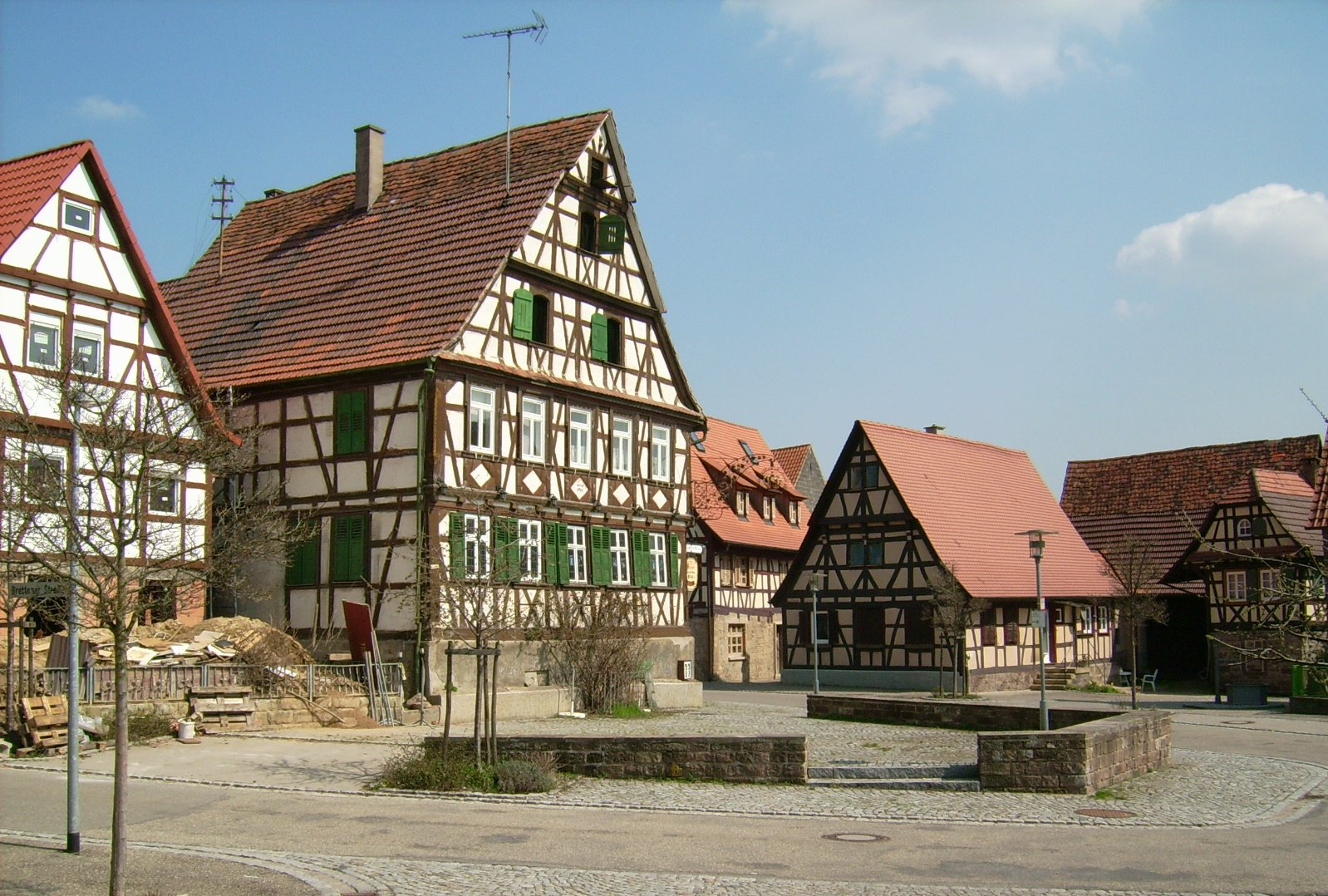
Rynek w dzielnicy w Zaisersweiher
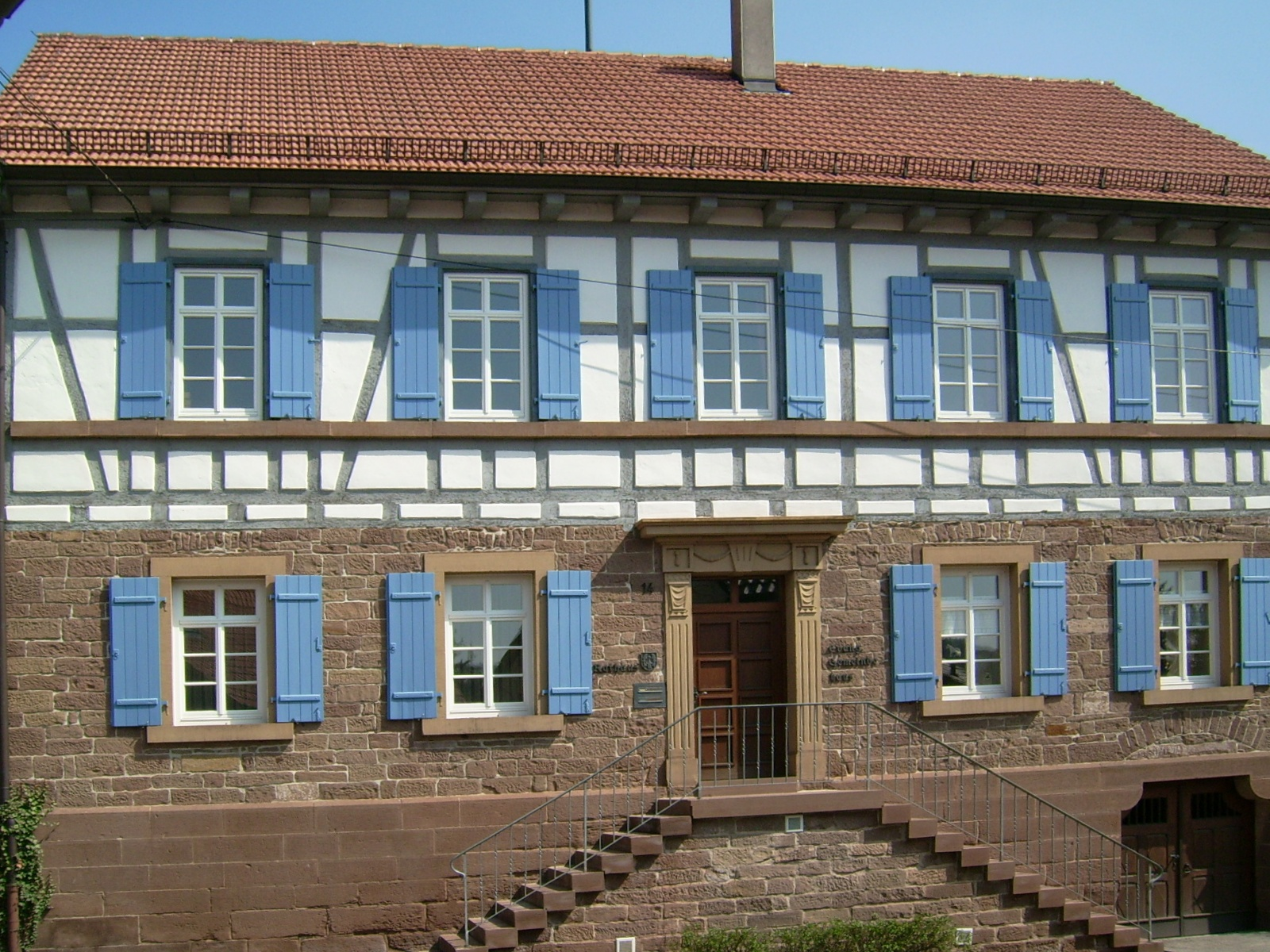
Ratusz w Zaisersweiher
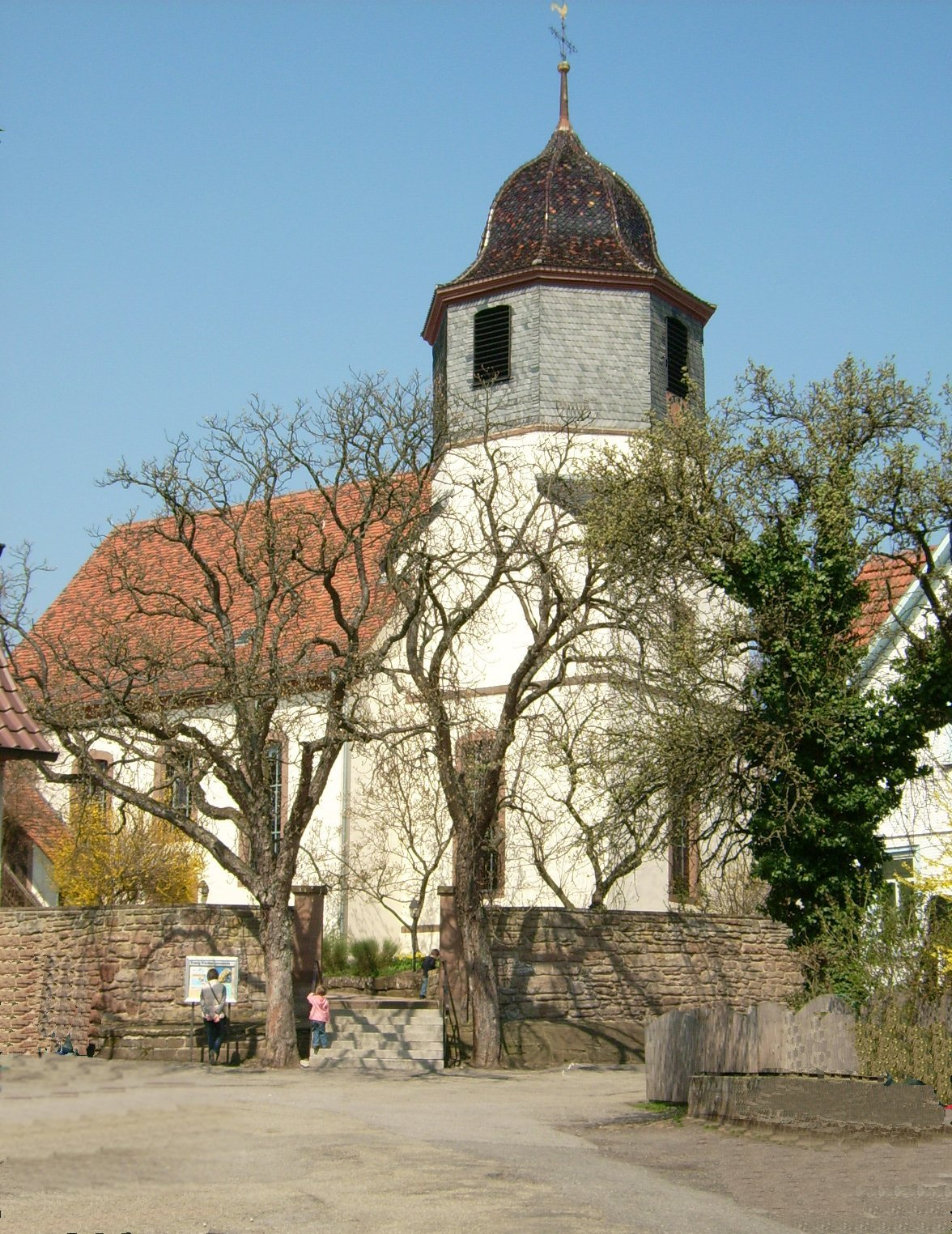
Kościół w Zaisersweiher